# Pulsk Ravn
Pulsk Ravn er en dansk grafiker, designer og kunstner.
Hun har en en MA fra linjen for Visuel kommunikation, Danmarks Designskole, 1995-2000. Hun underviser på Kunsthøjskolen i Holbæk.
Hun har siden 2011 været medlem af Kunstnersamfundet.
Inden hun uddannede sig som grafiker, deltog hun i en række film.

## Eksterne links
- RACA/Pulsk Ravn & Johan Carlsson
- Pulsk Ravn på Internet Movie Database (engelsk)
- Pulsk Ravn på Filmdatabasen
- Pulsk Ravn på danskefilm.dk
- Pulsk Ravn på danskfilmogtv.dk
- Pulsk Ravn på Svensk Filmdatabas (svensk)